# Minnesota Lynx 2006
La stagione 2006 delle Minnesota Lynx fu l'8ª nella WNBA per la franchigia.
Le Minnesota Lynx arrivarono settime nella Western Conference con un record di 10-24, non qualificandosi per i play-off.

## Roster
| N° | Naz.                   | Ruolo | Sportivo            | Anno | Alt. | Peso |
| -- | ---------------------- | ----- | ------------------- | ---- | ---- | ---- |
| 1  | Stati Uniti (bandiera) | G     | Tynesha Lewis       | 1979 | 178  | 68   |
| 3  | Stati Uniti (bandiera) | A     | Nicole Ohlde        | 1982 | 196  | 79   |
| 5  | Stati Uniti (bandiera) | G     | Megan Duffy         | 1984 | 170  | 61   |
| 10 | Canada (bandiera)      | G     | Shona Thorburn      | 1982 | 178  | 68   |
| 13 | Stati Uniti (bandiera) | G     | Chandi Jones        | 1982 | 180  | 70   |
| 20 | Stati Uniti (bandiera) | A     | Tamika Williams     | 1980 | 188  | 93   |
| 23 | Stati Uniti (bandiera) | G     | Amber Jacobs        | 1982 | 173  | 67   |
| 25 | Russia (bandiera)      | A     | Svetlana Abrosimova | 1980 | 188  | 77   |
| 33 | Stati Uniti (bandiera) | G     | Seimone Augustus    | 1984 | 183  | 81   |
| 34 | Stati Uniti (bandiera) | A     | Adrian Williams     | 1977 | 193  | 78   |
| 44 | Stati Uniti (bandiera) | A     | Kristen Mann        | 1983 | 188  | 82   |
| 55 | Stati Uniti (bandiera) | C     | Vanessa Hayden      | 1982 | 193  | 102  |

## Staff tecnico
- Allenatori: Suzie McConnell (8-15), Carolyn Jenkins (2-9)
- Vice-allenatori: Carolyn Jenkins, Susan Yow (fino al 23 luglio), Jim Lewis